# Kimberly Bergalis
Kimberly Ann Bergalis (Tamaqua, 9 de janeiro de 1968 – Fort Pierce, 8 de dezembro de 1991) foi uma mulher norte-americana que declarou ter sido infectada com o VIH por David Acer, um dentista homossexual com SIDA.

## Origem
A mais velha de três filhas, Bergalis nasceu em Tamaqua, Pensilvânia antes de sua família mudar-se para a Flórida em 1978. Em 1985, ela matriculou-se na Universidade da Flórida e graduou-se em Administração de Empresas. Enquanto frequentava a faculdade, ela teve dois relacionamentos sérios. Ela disse aos repórteres e aos agentes de saúde da Flórida em 1990 que era virgem, que nunca havia consumido drogas injetáveis ou recebido uma transfusão sanguínea.
Em dezembro de 1987, Bergalis teve dois molares extraídos pelo dentista David J. Acer. Acer fora diagnosticado com SIDA no final de 1987 e faleceu em setembro de 1990. Em março de 1989, Bergalis começou a apresentar sintomas da doença e em 24 de janeiro de 1990, foi diagnosticada com a doença. O tempo decorrido entre o procedimento odontológico e o desenvolvimento da síndrome - 24 meses - foi curto: apenas 1% dos homens homossexuais ou bissexuais e 5% dos receptores de transfusões desenvolvem SIDA dentro de 2 anos da infecção.
O Centro para Controle e Prevenção de Doenças concluiu que Bergalis, assim como outros cinco pacientes, contraíram a mesma variante de VIH de Acer. Testes de sequenciamento genético concluíram que havia grande correlação entre a variedade do vírus de Acer e a de Bergalis e dos demais pacientes. Tal evidência reforçou a ideia de que a infecção dela estava ligada a Acer. Entretanto, mais tarde tais testes foram questionados pelo Annals of Internal Medicine, que declarou "as análises moleculares usadas para determinar que o dentista e seus pacientes tivessem as mesmas variantes do vírus continham falhas potencialmente sérias".

## Acusações contra Bergalis
Durante seus últimos meses de vida, o caso de Bergalis foi citado por alguns políticos e jornalistas como um exemplo de uma infecção isenta pelo VIH que só aconteceu por que o Centro de Controle de Doenças e a indústria da saúde foram responsáveis, sem contar os ataques aos ativistas da doença e a comunidade gay, com críticos frequentemente dizendo que Dr. Acer era "... um homossexual assumido".  Em um obituário, o National Review escreveu que Bergalis "...veio a sentir que tivesse um chamado especial...para trazer um vislumbre da verdade, ainda que aflito, para um debate caracterizado pela confusão, pela negação e pela autoindulgência suicida...  'Nenhuma história sexual' é como descrevem uma mulher casta de 23 anos, como a srta. Bergalis explicava aos entrevistadores descrentes, 'queria esperar pelo casamento'. O casamento e suas alegrias nunca vieram para Kimberly Bergalis, mas em sua integridade e coragem ela afirmava que outras coisas também eram preciosas".
Bergalis participou ativamente em várias ações no Poder Legislativo para a aprovação de legislação que restringisse as atividades de pessoas infectadas com o VIH. Pouco antes da morte de Bergalis, em 1991, apesar da saúde fraca, ela esteve diante do Congresso americano em prol da aprovação da obrigação de testes do vírus para trabalhadores da saúde, mas a legislação não foi aprovada.
Quase logo após a morte de Bergalis, informações adicionais sobre seu comportamento sexual vieram à luz e questões  foram levantadas, tais como se Acer, de fato, realmente tinha alguma relação com a infecção dela pelo VIH. Elinor Burkett, em seu livro The Gravest Show on Earth: America in the Age of AIDS, apresenta questões sobre a "infecção virginal" de Bergalis, dizendo que um exame ginecológico de Kimberly indicava que ela tinha verrugas genitais, uma doença sexualmente transmissível, que a abertura vaginal era larga e que seu hímen era "irregular e apresentava sinais consistentes com a prática de relações sexuais". O exame médico também encontrou lesões: uma biópsia mostrou a presença do papiloma vírus humano. Contudo, apesar de o HPV ser transmissível mediante contacto sexual, ele também pode ser passado de mãe para filha durante o parto.
Em junho de 1994, a CBS, em seu programa 60 Minutes, apresentou um programa no qual dizia que Bergalis havia recebido tratamento para verrugas genitais, uma doença sexualmente transmissível, e mostrou-a num fita alegando ter tido sexo com dois homens diferentes durante sua vida. Entretanto, nenhum dos ex-namorados de Bergalis era soropositivo. Além disso, os âncoras do programa 60 Minutes alegaram que o Centro de Controle de Doenças fizeram testes genéticos, que provavam a relação do tipo de vírus de Kimberly e de seu dentista.